# Pommeret
Pommeret ist eine französische Gemeinde mit 2119 Einwohnern (Stand 1. Januar 2022) im Département Côtes-d’Armor in der Region Bretagne. Die Bewohner nennen sich Pommeretais oder Pommeretaise.

## Geografie
Die Gemeinde liegt fünf Kilometer von der Kanalküste entfernt und rund zehn Kilometer südöstlich der Hafenstadt Saint-Brieuc.

## Gemeindepartnerschaften
Pommeret hat mit Orbey im Elsass eine freundschaftliche Beziehung.

## Bevölkerungsentwicklung

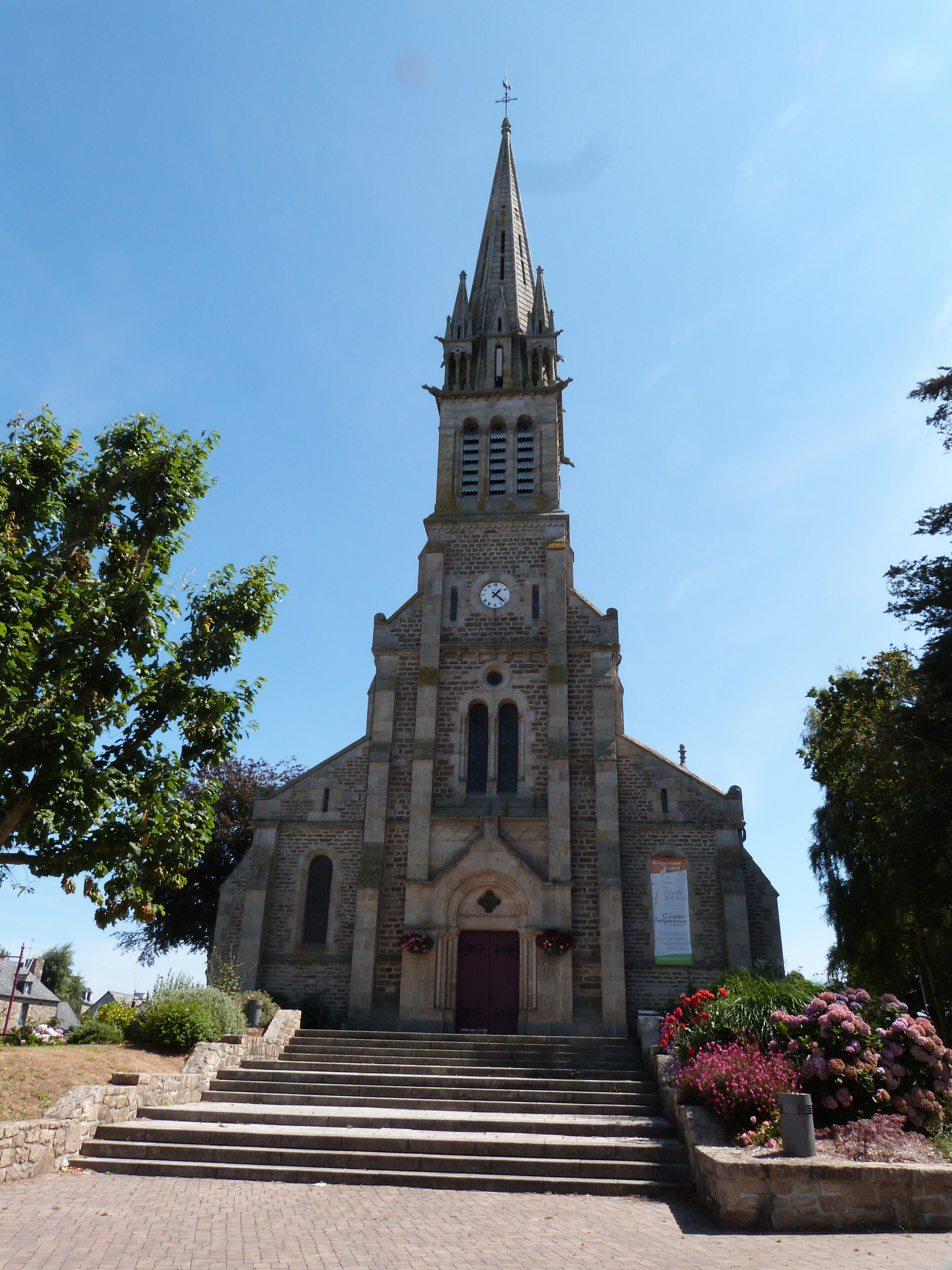
Kirche Saint-Pierre

| Jahr      | 1962 | 1968 | 1975 | 1982 | 1990 | 1999 | 2007 | 2014 |
| Einwohner | 1069 | 1108 | 1148 | 1426 | 1696 | 1709 | 1845 | 2060 |